# نیروگاه رأس ابوفنطاس
نیروگاه تولید همزمان آب و برق راس ابو فنطاس (قطر، در ۱۰ کیلومتری دوحه، در نزدیکی شهر الوکره)، یکی از نیروگاه‌های قطر با ظرفیت تولید ۲۰۴۹٫۵ مگاوات که شامل ۴ ایستگاه تولید برق است. این نیروگاه علاوه بر تولید برق، آب شیرین‌کن نیز هست که در زمان بهره‌برداری کامل، روزانه ۲۳۵ میلیون گالون آب، نمک‌زدایی می‌کند.
ایستگاه‌های تولید برق شامل، ایستگاه A با ظرفیت ۴۹۷ مگاوات، ایستگاه B با ظرفیت ۶۰۹ مگاوات، ایستگاه B1 با ظرفیت ۳۷۶٫۵ مگاوات و ایستگاه B2 با ظرفیت ۵۶۷ مگاوات است.

## مشخصات واحدها
|                                            | ایستگاه A | ایستگاه A1 | ایستگاه A2 | ایستگاه A3 | ایستگاه B | ایستگاه B1 | ایستگاه B2 | جمع    |
| ------------------------------------------ | --------- | ---------- | ---------- | ---------- | --------- | ---------- | ---------- | ------ |
| قدرت نامی (مگاوات)                         | ۴۹۷       | -          | -          | -          | ۶۰۹       | ۳۷۶٫۵      | ۵۶۷        | ۲۰۴۹٫۵ |
| ظرفیت تولید آب شیرین (میلیون گالون در روز) | ۵۵        | ۴۵         | ۳۶         | ۳۶         | ۳۳        | -          | ۳۰         | ۲۳۵    |